# Angelo Mercati
Angelo Mercati (Reggio nell'Emilia, 6 ottobre 1870 – Città del Vaticano, 3 ottobre 1955) è stato un archivista, storico, traduttore dal tedesco, bibliotecario e presbitero italiano.

## Biografia
Nato a Villa Gaida, una frazione di Reggio nell'Emilia, quarto dei sette figli di Domenico, veterinario, e di Giuseppina Montipò, Angelo Mercati studiò in seminario. Suo fratello Giuseppe fu storico e filologo, esperto della storia dell'Impero bizantino. L'altro fratello, Giovanni, divenne cardinale, archivista e bibliotecario. Al terzo anno di teologia, nel 1889, Angelo Mercati raggiunse a Roma il fratello maggiore Giovanni e si laureò in teologia, nel 1892, alla Pontificia Università Gregoriana. Seguiva con passione le conferenze della Società dei cultori di archeologia cristiana, del Collegium cultorum martyrum, della Società di studi biblici, dell'Accademia dell'Arcadia.
Fu ordinato sacerdote nel 1893, nella chiesa di Roteglia, e insegnò dogmatica e storia della Chiesa nei seminari di Marola (1893-1896) e di Reggio nell'Emilia (1896-1911), dove aveva compiuto la sua prima formazione. Collaborava a quotidiani, come Il Reggianello e l'Osservatore Romano, e a periodici, come la Rivista bibliografica italiana. Cercava una via equilibrata e mediana, fra il conservatorismo il modernismo.

### Traduzioni
In quegli anni tradusse dal tedesco Roma alla fine del mondo antico secondo le fonti scritte e i monumenti, del gesuita Hartmann Grisar (1899), L'origine dello Stato della Chiesa dello storico Gustav Schnürer (1899), la Patrologia del teologo Otto Bardenhewer (1903), Le pitture delle catacombe romane dell'archeologo Joseph Wilpert (3 vol., 1903), Liturgia romana e liturgia dell'Esarcato dell'orientalista Anton Baumstark (1904), la biografia di Papa Pio X di Giuseppe Schmidlin (1904), Lutero e il luteranesimo nel suo primo sviluppo di Heinrich Denifle (1905), L'anno ecclesiastico e le feste dei santi nel loro svolgimento storico di Karl Adam Heinrich Kellner (1906) e la biografia di Francesco d'Assisi dello storico svizzero Gustav Schnürer (1907). Iniziò la traduzione della Storia dei papi di Ludwig von Pastor (3 volumi, pubblicati dal 1908 al 1924, con un volume di aggiornamento, del 1931). Aveva lo scopo di ampliare il senso della critica storica, nel campo delle discipline ecclesiastiche.

### Ritorno a Roma
Si occupò delle costituzioni sinodali del 1894 e di temi del cattolicesimo sociale. Messo in difficoltà, in alcuni ambienti cattolici di Reggio nell'Emilia, chiese al vescovo il permesso di ritirarsi nella parrocchia montana di Ospitaletto, ma non ne ottenne l'autorizzazione. Suo fratello Giovanni, dal 1898 scrittore alla Biblioteca Apostolica Vaticana, trovò il modo, a giugno 1911, di fargli avere la stessa nomina.
Alla Vaticana, Angelo Mercati si occupò in un primo tempo del riordino degli stampati e di accogliere gli studiosi nella sala di consultazione. Nel 1916 ebbe l'incarico di preposto alla cura e custodia degli archivi dei dicasteri ecclesiastici. Nel 1918 fu nominato custode dell'Archivio Segreto Vaticano, di cui divenne viceprefetto nel 1920 e prefetto nel 1925. Con la collaborazione, prima del gesuita e paleografo Bruno Katterbach, poi del paleografo Giulio Battelli, potenziò la Scuola vaticana di paleografia diplomatica e archivistica. Nel 1914 Eugenio Pacelli, allora segretario della congregazione degli Affari ecclesiastici straordinari, lo incaricò di pubblicare la Raccolta di concordati su materie ecclesiastiche tra la Santa Sede e le autorità civili (Roma, 1919). L'opera rientrava in una visione generale, che prevedeva di studiare e forse di riformulare alcuni rapporti tra Chiesa di Roma e i municipi, in particolare per l'elezione dei vescovi locali.
È stato condirettore del periodico L'Illustrazione vaticana, fondato nel 1930. Con Auguste Pelzer, per la casa editrice torinese UTET, ha diretto il Dizionario ecclesiastico (3 vol., usciti dal 1953 al 1957). Ha istituito la Commissione permanente internazionale per la bibliografia dell'Archivio vaticano, cui furono presentati nel 1954 esempi di schede, redatte da Giulio Battelli.

### Gli ultimi anni
Nel 1942 Angelo Mercati affiancò il fratello Giovanni - divenuto cardinale e nominato archivista e bibliotecario di Santa Romana Chiesa - nel censimento degli archivi e delle antiche biblioteche ecclesiastiche, in previsione di possibili danni e sottrazioni, in periodo di guerra. Fra il 1943 e il 1945, con parte del personale dell'Archivio Segreto e della Biblioteca Apostolica, si adoperò per il salvataggio di questi archivi e di queste biblioteche, in particolare dei codici dell'Abbazia di Montecassino che furono custoditi a Castel Sant'Angelo.
Collaborò alla nascita, nel 1947, della Rivista di storia della Chiesa in Italia. Nel 1955 partecipò alla ricostruzione del Pontificio Comitato di scienze storiche, aderì al Comité international de sciences historiques e fu nominato membro della Commissione di storia ecclesiastica della Santa Sede. Organizzò una mostra di documenti dell'Archivio Segreto Vaticano, in occasione del X Congresso internazionale di scienze storiche, svoltosi a Roma, il 7 settembre 1955.
Fu membro o corrispondente di Accademie e di Istituti, tra cui l'Accademia Reale svedese di lettere, storia e antichità, l'Accademia bavarese delle scienze, l'Accademia delle scienze di Gottinga, l'Accademia austriaca delle scienze e la Pontificia Accademia delle Scienze.

### Scritti scelti
- Per la storia letteraria di Reggio-Emilia, Modena, Società Tip. Modenese, 1919, SBN CUB0450769.
- Il sommario del processo di Giordano Bruno / Angelo Mercati; con appendice di documenti sull'eresia e l'inquisizione a Modena nel secolo XVI, Città del vaticano, Biblioteca apostolica vaticana, 1942, SBN MIL0372279.[6]
- (IT, LA)   Nell'Urbe dalla fine di settembre 1337 al 21 gennaio 1338: documenti seguiti da altre Varia dall'Archivio Segreto Vaticano, Roma, Pontificia Università Gregoriana, 1945, SBN VEA0078125.
- Saggi di storia e letteratura. 2 vol., Roma, Edizioni di storia e letteratura, 1951 e 1982, SBN CFI0054781.
- Miscellanea archivistica Angelo Mercati, Città del Vaticano, Biblioteca Apostolica Vaticana, 1952, SBN SBL0207778. Ristampa anastatica 1974.

#### Curatele
- Lettere di scienziati dall'archivio segreto Vaticano, Città del Vaticano, ex aedibus academicis in Civitate Vaticana, 1941, SBN CUB0450766.
- Archivio Segreto Vaticano, Dall'Archivio Vaticano: 1. Una corrispondenza fra curiali della prima metà del Quattrocento: 2. Diarii di concistori del pontificato di Adriano VI, Città del vaticano, Biblioteca apostolica vaticana, 1951, SBN RMR0014897. Ristampa 2011.
- (IT, LA)   I costituti di Niccolò Franco (1568-1570) dinanzi l'inquisizione di Roma, esistenti nell'Archivio segreto Vaticano, Città del Vaticano, Biblioteca apostolica Vaticana, 1955, SBN CUB0450764.